# Cienietnik

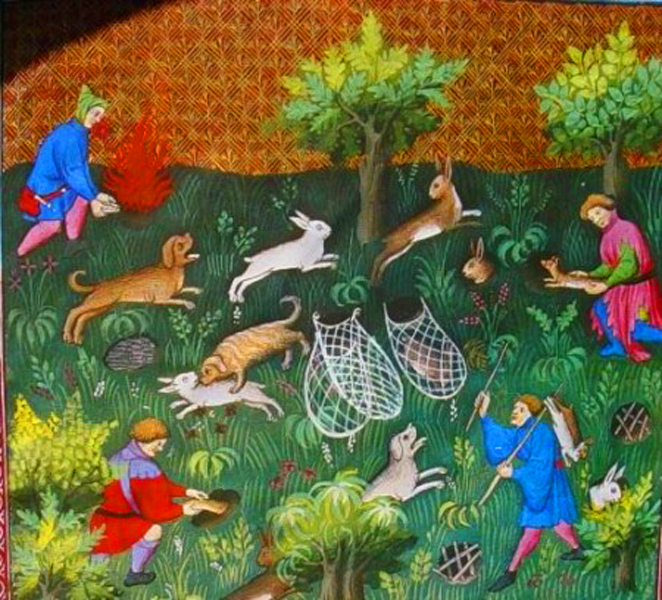
Scena polowania z Le Livre de chasse de Gaston Phébus, 1387

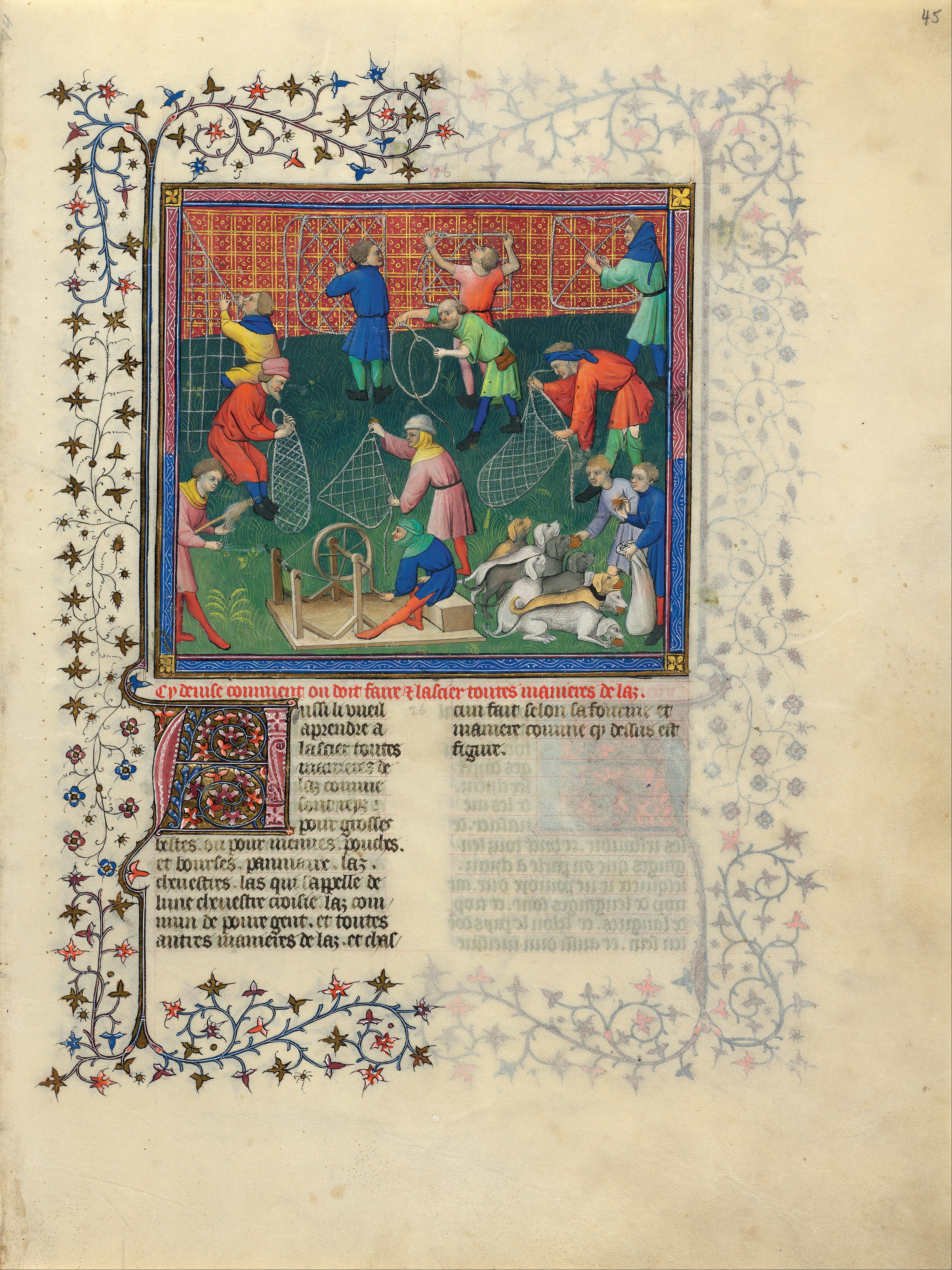
Ilustracja z Le Livre de chasse de Gaston Phébus, 1387

Cienietnik (sieciarz, siatnik, sietnik, sietniczy, sidlnik) – osoba zajmująca się łowieniem siecią zwierząt, zapewne także produkcją sieci i wnyków, pułapek na zwierzęta. Nieznany jest dokładny zakres powinności cienietników, gdyż zachowało się niewiele informacji źródłowych na ich temat.
W języku łacińskim cienetniki występują jako, venatores cum retibus, tenetarii, w języku niemieckim – Netzmacher, Netzrichter, Netzfanger.
W okresie wczesnego średniowiecza była to grupa książęcej, biskupiej ludności służebnej – ministeriales. Łowcy sieciami najprawdopodobniej zajmowali się także wyrabianiem sieci, sideł, pułapek do łowienia zwierząt. W lasach i polach zastawiali sieci (cienie, łac. teneto) i wnyki, aby łapać zwierzęta lub współdziałać z innymi łowcami. Należałoby do nich zaliczyć także łowiących sieciami i pułapkami, łowców ptaków i ptaszników (łac. aucupes), ale nie wiadomo, czy znany ze średniowiecznych dokumentów termin aucupes nie oznaczał rarożników czy sokolników (zob. sokolnictwo), łowiących ptaki inną metodą. Cienietnicy mogli dostarczać złowione zwierzęta do grodzonych zwierzyńców książęcych. Część współczesnych badaczy (Buczek, Inglot, Samsonowicz) wspomina wielokrotnie o szerokim zakresie czynności, składających się na poszczególne zawody, szczególnie dotyczy to rzemiosł wiejskich czy dworskich. Dopiero prawo cechowe wprowadzane w miastach sprzyjało specjalizacji.  
Grupę łowców sieciami (cienietników) zaliczano do zawodów wchodzących w skład systemu osad służebnych, stanowiących pierwsze polskie urządzenie gospodarcze. Potwierdzają to historyczne toponimy – nazwy miejscowe na terenie Polski. Nazwę Cienietniki nosiła wymieniana u Bartosza Paprockiego osada, dawniej w ziemi sieradzkiej. Także współczesne Cielętniki koło Zawoni (powiat trzebnicki) nosiły dawniej nazwę Cienietniki. Współcześnie tylko osada Ciemiętniki koło Włoszczowy brzmi podobnie.  
Wymienieni w dyplomach księcia Konrada Mazowieckiego z lat 1230–1232 venatores zum retibus, czyli cienietnicy, najprawdopodobniej należeli do ludności służebnej i podlegali łowcom książęcym. O łowieniu sieciami ptaków pisze w XVI w. Mateusz Cygański w pracy Myślistwo ptasze. O łowieniu zwierząt sieciami wspomina jeszcze Jan Ostroróg piszący w XV w., który napomina, aby nie łowić zwierza sieciami i sidłami w okresie płodnym, ochronnym. Sietnicy wymienieni są także w Lustracji województwa pomorskiego z roku 1565". O sietnikach i sietniczych, którzy wiązali, naprawiali, zbierali i wozili sieci, wspomina Zygmunt Gloger w artykule Łowiec.
Z pracy Łukasza Gołębiowskiego Gry i zabawy różnych stanów..., wydanej w 1831 roku, pochodzi umieszczony przez Glogera w artykule Sieci, poniższy fragment, opisujący nazwy i przeznaczenie sieci stosowanych w łowiectwie, zapewne w czasach bardziej bliskich autorowi:

... Ł. Gołębiowski w dziele „Gry i zabawy” wyszczególnia następ. sieci łowieckie i rybackie, które przemysł łowiecki człowieka zastosował do ptactwa powietrznego, wodnego i zwierząt ssących: „Brożek”, sieć mniejsza na półobręczach do łowienia ptaków; „drygubica”, sieć na ptaki troista, złożona z rzadkiej środkowej i dwuch gęstych obocznych; „dziwocza”, sieć kliniasta na sokoły „dziwoki”; „dzwon”, sieć na kuropatwy w kształcie dzwonu 3 łokcie wysokiego; „kobiec”; „koryto”, sieć, której boki za pociągnięciem sznurów stulają się u wierzchu; kuropatwia sieć zimowa; „lepowa sieć”; lotowe sieci, do przykrywania kuropatw lecących służące; „mrzeżna sieć” na cietrzewie; „niewód ptaszy” z matnią na obręczach; „pajęczyna”, delikatna siatka na ptaszki; „podgajne sieci” na kuropatwy; „pochodniowa sieć” do łapania ptaków nocną porą przy latarni lub pochodni; „podolska sieć”, rodzaj drygubicy i „podrygawka” na kuropatwy; „poła”; „pomek” czyli „pomyk”, sieć na kabłąku; „powłok” albo „włok, włoczek” i „rozjazd” (płachta), sieci na kuropatwy. „Rozjazd” mniejszy bywał pieszo ciągniony, większy zaś konno. Były jeszcze „saki”, „cierzenice”, „szatry” (na cietrzewie), „wniki” i „zawiasa” (na słupkach). Sieci na łosie i jelenie „wildgarn” zwano; sieć na wilki zwała się „płotem”; „parkany” okrążające i poprzeczne używane były na niedźwiedzie i dziki; knieję okrążano „połami” na 200 łokci długiemi, na 5 wysokiemi. Gdzie sieć nie obejmowała, rozciągano „fladry” czyli straszydła piórowe, t. j. długie sznury z nawiązanemi piórami, żeby zwierz tamtędy z kniei nie uciekł. Pomniejsze sieci służyły na sarny, borsuki, bobry, wydry, kuny i tchórze. Lekką „trokówką” łowiono zające, „włóczkiem” wiewiórki w dziuplach. Siecią przez zręcznego myśliwca nawet czujne żórawie podrywane bywały....